# Movimiento magisterial en México de 1958
En el mes de abril  (MRM) salió de nuevo a las calles; pues ya en 1956 el Frente Sindical Magisterial encabezado por Othón Salazar Iván García Solís, Amada Velasco Torres, Jesús Sosa Castro,Paula Martínez Díaz, Amparo Martínez Díaz, Maximiliane Marcial Pérez] había organizado la lucha de la sección novena del SNTE con el fin de pedir mejores salarios. Contagiados por la lucha de otros sindicatos, como el de los telegrafistas, el de los ferrocarrileros y el de los médicos. Es así que en pleno periodo electoral, los maestros de primaria emplazaron Secretaría de Educación Pública el 14% de aumento salarial o en su defecto, irse a la huelga.
Hace ya 20 años que los maestros se habían entregado al ideario cardenista, sin embargo, nunca llegó la continuación del cardenismo, pues el sistema de educación pública se deterioró bastante y el gobierno de Adolfo López Mateos congeló su salario, pidiendo compresión y paciencia a un magisterio que engrosaba los índices de pauperización y pobreza nacional.
El contexto en que nace el SNTE fue durante el gobierno de Cárdenas donde el estatuto negaba a los maestros el derecho a afiliarse a organizaciones obreras o campesinas integrandolos automáticamente a la burocrácia mediante la pertenencia obligatoria al sindicato magisterial y a la Federación de Trabajadores al Servicio del Estado la cual formaba parte del Partido de la Revolución Mexicana, el carácter de esta organización, tuvo como principal función facilitar las relaciones laborales entre los maestros y la Secretaría de Educación Pública como una exigencia de democratización.
El 12 de abril de 1958 se desbordó ese descontento, pues los maestros de primaria invadieron el Zócalo. La respuesta de las autoridades no se hizo esperar, habiendo varios muertos y decenas de heridos. Lejos de resolver el movimiento, la política de intolerancia gubernista le dio un nuevo sesgo.
El 19 de abril el MRM organizó una marcha del monumento a la revolución hasta la Plaza de la Constitución, exigiendo, además de su aumento salarial, castigo a las autoridades culpables. Ese mismo día, los maestros de la sección novena suspendieron labores y los dirigentes del MRM desconocieron a los líderes sindicales y entregaron el pliego petitorio a la SEP que intentó evadir el conflicto y cerrar las puertas. La respuesta de la SEP, fue simple, una provocación, ya que decían que la solución magisterial tendría que hacerse por conducto del sindicato, pues no se podían resolver los problemas con movimientos ilegales.
A pesar de la evasión de las autoridades, el movimiento magisterial no se desalentó. El 30 de abril, el MRM decidió tomar los patios de las oficinas de la SEP, hasta no ver una solución al conflicto. La ocupación de la SEP por los othonistas fue durante casi un mes, más de 1,500 maestros realizaron dos mítines diarios en los patios del edificio de las calles de Argentina y González Obregón.
Los maestros, que exigían el cese de la violencia, imponían de facto el derecho de huelga y emplazaban al gobierno en sus propios recintos. La ocupación de la SEP encendió pasiones nada ocultas con la iniciativa privada, que pedía el desalojo por la fuerza. La CANACINTRA exigía el control de la situación al costo que fuera; la Asociación de Banqueros pedía una limpieza total de socialistas y comunistas de las escuelas y los empresarios regiomontanos pedían que fuera declarado un estado de sitio. Sin embargo, la indecisión del gobierno provocada por la campaña electoral, dio solución al conflicto.
El 7 de septiembre, cuando el MRM se proponía realizar una manifestación para exigir el reconocimiento de la nueva dirigencia sindical y apoyar las demandas de los ferrocarrileros, los maestros fueron reprimidos de forma violenta. Antes de la realización del mitin, Othón Salazar y los principales dirigentes fueron desconocidos por la 